# Hotel Portofino
Hotel Portofino è una serie televisiva britannica ideata e scritta da Matt Baker e diretta da Adam Wimpenny e Jon Jones. Vede una famiglia britannica negli anni '20 che possiede e gestisce un hotel per clienti facoltosi in un'esclusiva località turistica italiana. La prima stagione della serie è stata pubblicata interamente sulla piattaforma BritBox il 27 gennaio 2022, dalla seconda stagione è trasmessa sul canale australiano Foxtel dal 12 febbraio 2023.

## Trama
Regno d'Italia, 1926. Bella Ainsworth, figlia di un ricco industriale inglese, si è trasferita nel Bel Paese per gestire un lussuoso albergo, soprattutto per la clientela britannica, nel comune ligure di Portofino, nella Riviera di Levante. Con lei ci sono il controverso marito Cecil, la figlia Alice e il figlio Lucian, ancora sconvolto dagli orrori della Grande Guerra a cui ha preso parte. Mentre Bella prova a dare a se stessa e alla sua famiglia un futuro di benessere e indipendenza economica, intorno a loro si profila una minaccia politica: il Partito Fascista di Benito Mussolini al governo, che sta trasformando il paese in una dittatura.

## Episodi
| Stagione         | Episodi | Pubblicazione UK/AUS | Prima TV Italia |
| ---------------- | ------- | -------------------- | --------------- |
| Prima stagione   | 6       | 2022                 | 2022            |
| Seconda stagione | 6       | 2023                 | 2023            |
| Terza stagione   | 6       | 2024                 | 2024            |

## Personaggi e interpreti

### Principali
- Isabella "Bella" Ainsworth (stagione 1-in corso), interpretata da Natascha McElhone, doppiata da Francesca Fiorentini.
Figlia di un ricco industriale britannico, si trasferisce a Portofino per aprire un hotel in stile inglese.
- Julia Drummond-Ward (stagioni 1-2), interpretata da Lucy Akhurst, doppiata da Giò Giò Rapattoni.
Intransigente aristocratica inglese e amica di vecchia data di Cecil.
- Constance March (stagione 1-in corso), interpretata da Louisa Binder, doppiata da Martina Felli.
Nuova tata di Lottie e amica di Betty. Innamorata di Lucian. Ha un figlio di nome Tommy.
- Betty Scanlon (stagione 1-in corso), interpretata da Elizabeth Carling, doppiata da Tiziana Avarista.
Cuoca dell'hotel e amica di Constance.
- Lucian Ainsworth (stagione 1-in corso), interpretato da Oliver Dench, doppiato da Manuel Meli.
Figlio di Bella e Cecil rimasto ferito nella Grande Guerra e pittore.
- Vincenzo Danioni (stagione 1-in corso), interpretato da Pasquale Esposito, doppiato da Davide Marzi.
Vicesindaco di Portofino e convinto fascista che cerca in tutti i modi di danneggiare l'immagine dell'hotel.
- Gianluca Bruzzone (stagioni 1-2), interpretato e doppiato da Rocco Fasano.
Giovane attivista antifascista che si innamora di Anish.
- Claudine Pascal Turner (stagione 1-in corso), interpretata da Lily Frazer, doppiata da Erica Necci.
Ospite afroamericana dell'hotel e moglie di Jack, disinibita e spregiudicata. Diventerà grande amica e socia di Bella.
- Jack Turner (stagione 1, ricorrente stagione 3), interpretato da Adam James, doppiato da Andrea Lavagnino.
Mercante d'arte e marito di Claudine.
- Melissa de Vere (stagione 1), interpretata da Imogen King.
Nipote di Lady Latchmere.
- Alice Mays-Smith (stagione 1-in corso), interpretata da Olivia Morris, doppiata da Chiara Oliviero.
Figlia di Bella e Cecil rimasta vedova e madre di Lottie.
- Conte Carlo Albani (stagione 1-in corso), interpretato e doppiato da Daniele Pecci.
Affascinante nobile italiano e padre di Roberto. È innamorato di Alice, inizialmente non ricambiato.
- Roberto Albani (stagione 1), interpretato e doppiato da Lorenzo Richelmy.
Aitante figlio di Carlo.
- Rose Drummond-Ward (stagioni 1-2), interpretata da Claude Scott-Mitchell, doppiata da Giulia Tarquini.
Timida figlia di Julia e sua succube, promessa sposa a Lucian.
- Lord Cecil Ainsworth (stagione 1-in corso), interpretato da Mark Umbers, doppiato da Francesco Prando.
Marito di Bella, appartenente a una famiglia nobile. Ambiguo e incallito giocatore d'azzardo.
- Anish Sengupta (stagioni 1-2), interpretato da Assad Zaman, doppiato da Alex Polidori.
Ha servito nell'unità medica nella Grande Guerra insieme a Lucian. Contraccambia le avance di Gianluca ma non è intenzionato a partire per Torino insieme a lui.
- Lady Latchmere de Vere (stagione 1), interpretata da Anna Chancellor, doppiata da Emanuela Baroni.
Ospite dell'hotel, in lutto per il figlio, morto nella Grande Guerra.
- Paola (stagione 2-in corso, ricorrente stagione 1), interpretata e doppiata da Carolina Gonnelli.
Cameriera dell'hotel, segretamente ha una storia con Lucian.
- Billy Scanlon (stagione 2-in corso, ricorrente stagione 1), interpretato da Louis Healy.
Figlio di Betty e tuttofare dell'hotel.
- Marco Bonacini (stagione 2-in corso), interpretato e doppiato da Giorgio Marchesi.
Architetto e nuovo interesse amoroso di Bella.
- Jonathan Bertram (stagione 2), interpretato da Oscar Lloyd, doppiato da Federico Campaiola.
Ospite dell'albergo e altezzoso poeta.
- Luigi Farrino (stagione 2), interpretato da Joseph Balderrama, doppiato da Fabrizio Vidale.
Americano di origine italiana e proprietario di un casinò.
- Victor Michel (stagione 2), interpretato da Roby Schinasi, doppiato da Marco Vivio.
Nuovo fidanzato di Alice.
- Amelia Jackson (stagione 3), interpretata da Camilla Rutherford, doppiata da Domitilla D'Amico.
Sorella minore di Bella.
- George Livesey (stagione 3), interpretato da David Schofield, doppiato da Gianni Giuliano.
Padre di Bella e Amelia, proprietario di una fabbrica tessile.

### Ricorrenti
- Lottie Mays-Smith (stagioni 1, 3), interpretata da Maya Ramadan (stagione 1) e da Laura Radetić (stagione 3).
Figlia di Alice e nipote di Bella.
- Visconte Heddon (stagioni 1-2), interpretato da Henry Tomlinson.
Fratello di Cecil.
- Pelham Wingfield (stagione 1), interpretato da Dominic Tighe, doppiato da Edoardo Stoppacciaro.
Ex campione di tennis che ha dilapidato i suoi averi nelle scommesse.
- Lizzie Wingfield (stagione 1), interpretata da Bethan Cullinane.
Moglie di Pelham.
- Salvatore (stagione 2-in corso), interpretato da Bruno Nacinovich, doppiato da Daniele Valenti.
Muratore assunto da Bella per costruire la nuova area benessere.
- Bruno (stagione 2-in corso), interpretato da Marko Braic.
Giovane muratore e interesse amoroso di Paola.
- Antonio Costa (stagione 3), interpretato e doppiato da Francesco Martino.
Camicia nera e sottoposto di Danioni.
- Eleanor "Nellie" Gibson-White (stagione 3), interpretata da Shannon Tarbet, doppiata da Margherita De Risi.
Nuova fidanzata americana di Cecil.
- Tommy (stagione 3), interpretato da Dominik Biondić.
Figlio di Constance.
- Randall Gibson-White (stagione 3), interpretato da Corey Johnson.
Padre di Nellie e agente di cambio di Cecil.
- Vito (stagione 3), interpretato e doppiato da Leonardo Pazzagli.
Amico di Bruno e farmacista che lavora nella farmacia del padre e inizia a frequentare Constance.
- Contessa Giovanna Di Mazzi (stagione 3), interpretata e doppiata da Anita Caprioli.
Sorella di Carlo Albani.
- Virat Sengupta (stagione 3), interpretato da Gurjeet Singh, doppiato da Niccolò Guidi.
Fratello di Anish, giunto a Portofino dall'India per cercare il fratello scomparso.

## Produzione
Matt Baker ha creato e scritto la serie nell'autunno 2020. La lavorazione e le riprese sono avvenute a Portofino, Fiume, Laurana e Rovigno nel 2021. Un adattamento letterario della serie, scritto da JP O'Connell, è stato pubblicato nel dicembre 2021. BritBox ha pubblicato il trailer il 5 gennaio 2022.
Nell'aprile 2022 la serie è stata rinnovata per una seconda stagione.
Le riprese della seconda stagione sono avvenute in Croazia nel luglio 2022 e si è trattato della produzione televisiva più importante dell'anno nel Paese. La produzione ha impiegato 135 croati per la troupe e più di 800 comparse. È stata trasmessa nel marzo 2023 su ITV.
Nel febbraio 2023 la serie è stata rinnovata per una terza stagione.

## Distribuzione
BetaFilm Group si occupa della distribuzione internazionale della serie. Nel giugno 2021 è stato annunciato che Hotel Portofino era stata venduta a BritBox e ITV, Sky Italia, Foxtel e PBS. Vendite estese a DR, SVT, NRK, Yle, Sýn, e NPO nell’ottobre seguente.
La prima stagione della serie è stata pubblicata interamente sulla piattaforma BritBox il 27 gennaio 2022, dalla seconda stagione è trasmessa sul canale australiano Foxtel dal 12 febbraio 2023. In Italia le prime due stagioni sono state trasmesse in prima visione su Sky Serie dal 28 febbraio 2022 al 3 maggio 2023. In chiaro la prima stagione è andata in onda su Rai 1 dal 25 luglio al 1º agosto 2023. La terza stagione è stata trasmessa dal 20 al 22 agosto 2024 su Rai 2.

### Edizione italiana
La direzione del doppiaggio è a cura di Riccardo Rossi, su dialoghi di Daniela Altomonte e Ruggero Busetti, per conto di CDC Sefit Group.

## Accoglienza
Lodata per i suoi paesaggi magnifici e le trame avvincenti, Hotel Portofino ha ricevuto cinque stelle su cinque dal Daily Mail. Sarah Vine ha osservato: «Ognuno è assurdamente splendido e l'Italia sembra un sogno.» Vine ha ammirato la prima stagione e ha esclamato: «Fascino, intrighi, aristocratici...è una vera e propria fuga dalla realtà!».
Anita Singh del Telegraph ha assegnato alla prima stagione due stelle su cinque, elogiando il valore della produzione ma non impressionata dalla sceneggiatura. Singh ha osservato: «È una serie drammatica che attinge così fortemente da I Durrell e Downton Abbey che avrebbe potuto essere assemblata da un kit di ITV, nonostante ciò è una pallida imitazione di entrambe.»
Barbara Ellen di The Observer ha votato con due stelle su cinque, riassumendo: «così ridicola che potresti apprezzarla.»
Dopo il suo debutto su Sky, Federico Vascotto su movieplayer.it descrive la serie: «Ricco di quell'umorismo e rigore british che incontra sapientemente il Belpaese, senza ricorrere ad eccessivi stereotipi e mescolando le due lingue e culture, con un femminismo imperante non eccessivo e che mostra varie storie avanti per l'epoca.»